# توما باشيتش
توما باشيتش (بالكرواتية: Toma Bašić)‏ هو لاعب كرة قدم كرواتي في مركز الوسط، ولد في 25 نوفمبر 1996 في زغرب في كرواتيا. شارك مع منتخب كرواتيا تحت 19 سنة لكرة القدم ومنتخب كرواتيا تحت 21 سنة لكرة القدم. أما مع النوادي، فقد لعب مع هايدوك سبليت.

## وصلات خارجية
- توما باشيتش على موقع الاتحاد الأوربي (الإنجليزية)
- توما باشيتش على موقع اتحاد كرواتيا (الكرواتية)
- توما باشيتش على موقع قاعدة بيانات كرة القدم.إي يو (الإنجليزية)
- توما باشيتش على موقع ليكيب (الفرنسية)
- توما باشيتش على موقع ناشيونال فوتبول تيمز (الإنجليزية)
- توما باشيتش على موقع Soccerway.com (الإنجليزية)
- توما باشيتش على موقع عالم كرة القدم.نت (الإنجليزية)